# Roger Weiss
Roger Weiss (né le 26 mars 1910 à Paris et mort le 28 janvier 1994 à Villeneuve-de-Berg,,) est un peintre français appartenant à la nouvelle école de Paris.

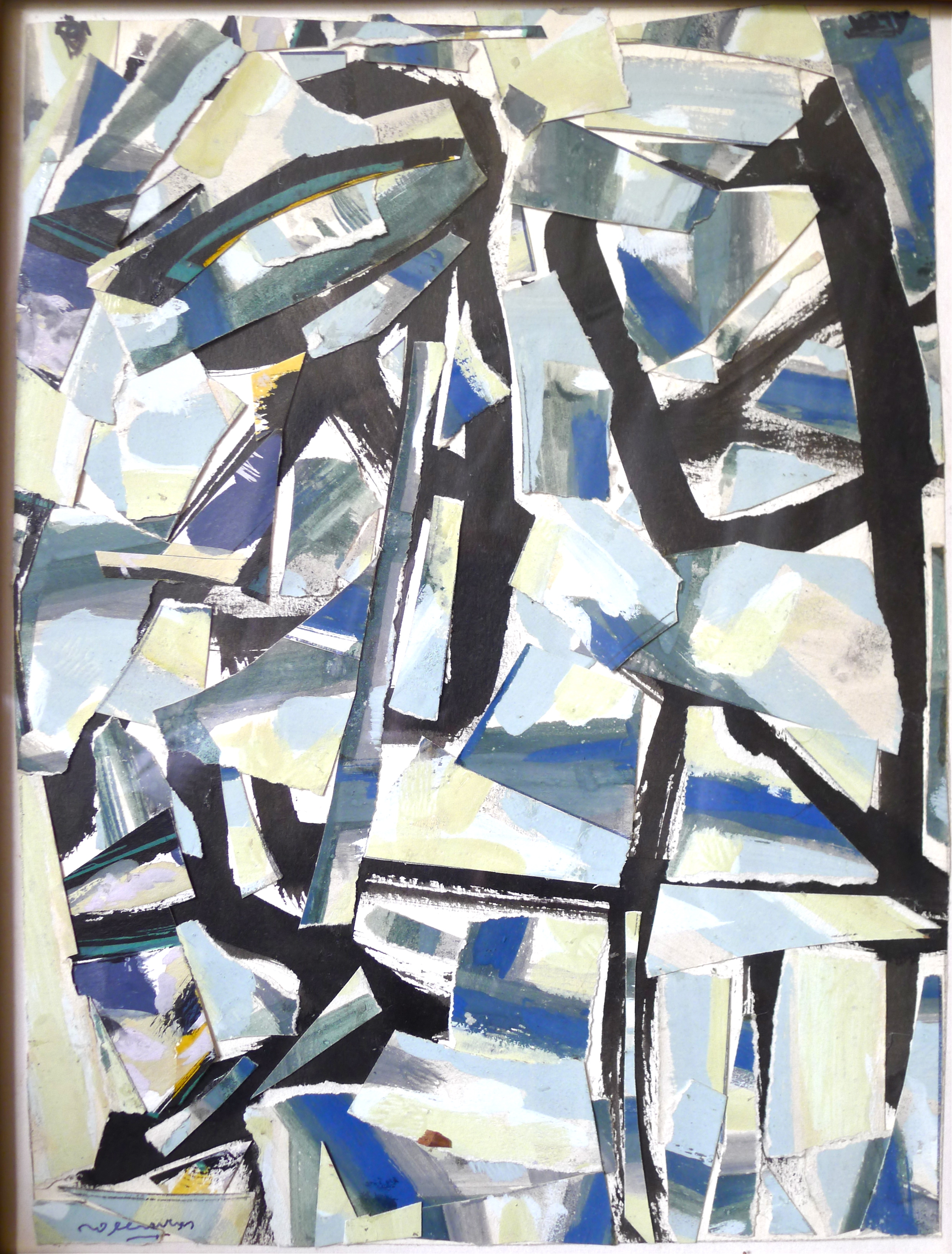

## Biographie
Roger Weiss suit les cours de Lucien Simon (1861-1945) à l'école des beaux-arts de Paris, puis ceux d'André Lhote (1885-1962) à l'Académie de la Grande Chaumière.
Son art, tout d'abord figuratif, tend ensuite vers l'abstraction. 
Dès 1956, il expose à Alba-La-Romaine, faisant suite à l'appel d'André Lhote.
Il se liera d'ailleurs d'amitié avec Jean Le Moal, Jacques Yankel ainsi que Jean Bertholle .
Il expose  également à la Galerie du Pont-Neuf, 26 place Dauphine à Paris (75001) du 18 décembre 1963 au 14 janvier 1964 avec 8 autres artistes, Calmettes, Eudaldo, Étienne Hajdu, Stanley William Hayter, Jean Le Moal, Alfred Manessier, Orlando Pelayo, et Yankel.
En 1965, il est lauréat du Prix International du Gemmail,.
On lui connaît deux ateliers : un premier au 9 place du Tertre à Paris 18e (période figurative), puis celui de la cité Montmartre-aux-artistes au 189 de la rue Ordener à Paris, 18e également (période abstraite) .
La peintre Simone Thierry fut sa concubine.

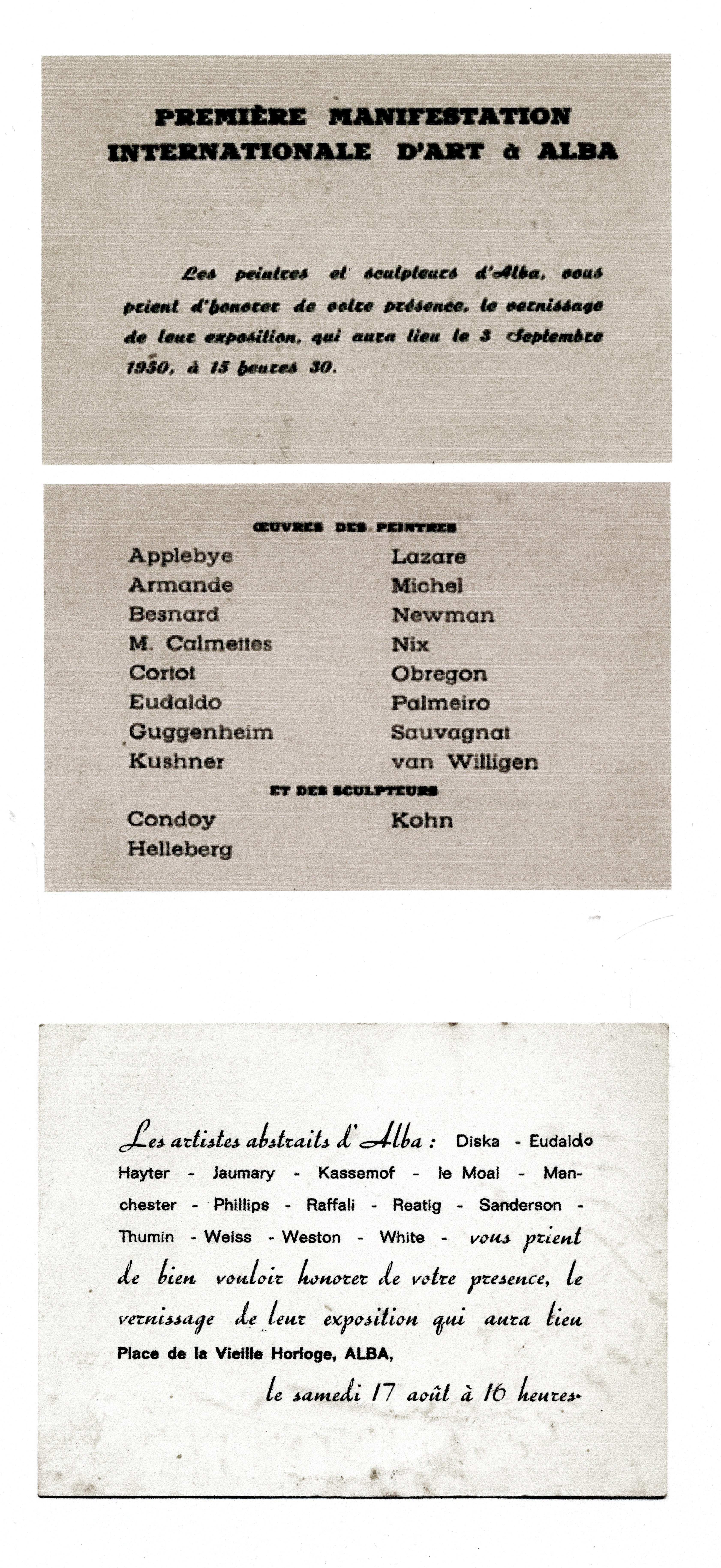
Expositions à Alba-la-Romaine